# DJ Kool
DJ Kool (bürgerlicher Name: John W. Bowman, Jr., * 1959 in Washington DC, USA) ist ein US-amerikanischer DJ und Rapper.

## Biografie
Von den frühen bis zu den mittleren 1980er Jahren arbeitete DJ Kool als Aufwärm-DJ für Rare Essence, einer Go-Go-Rap Band, bis er dann selbst einen Plattenvertrag mit CLR Records einging. In den späten 1990er Jahren produzierte er einige kommerziell bekannte Rap-Singles.
Sein erfolgreichstes Werk „Let Me Clear My Throat“ erschien 1994 sowohl als Musikkassette, Schallplatte und auf CD. Dieser Song entspringt einem Sample der Lieder „The 900 Number“ von The 45 King, „Unwind Yourself“ von Marva Whitney und „Hollywood Swinging“ von Kool & The Gang. Dieses Lied gilt noch heute als erfolgreicher Floor-Füller.
DJ Kool arbeitete unter anderem auch an den Liedern Ayo von Mýa und Let's Get Dirty von Redman mit. Für Will Smith wirkte er 2005 an zwei Songs für das Album „Lost and Found“ mit.
Seinen Liedern hört man den Einfluss der Richtungen Go-Go und Funk an.

## Diskografie

### Studioalben
| Jahr | Titel                  | Höchstplatzierung, Gesamtwochen, AuszeichnungChartplatzierungen (Jahr, Titel, Platzierungen, Wochen, Auszeichnungen, Anmerkungen) | Höchstplatzierung, Gesamtwochen, AuszeichnungChartplatzierungen (Jahr, Titel, Platzierungen, Wochen, Auszeichnungen, Anmerkungen) | Höchstplatzierung, Gesamtwochen, AuszeichnungChartplatzierungen (Jahr, Titel, Platzierungen, Wochen, Auszeichnungen, Anmerkungen) | Höchstplatzierung, Gesamtwochen, AuszeichnungChartplatzierungen (Jahr, Titel, Platzierungen, Wochen, Auszeichnungen, Anmerkungen) | Höchstplatzierung, Gesamtwochen, AuszeichnungChartplatzierungen (Jahr, Titel, Platzierungen, Wochen, Auszeichnungen, Anmerkungen) | Anmerkungen                      |
| Jahr | Titel                  | DE | AT | CH | UK | US | Anmerkungen                      |
| ---- | ---------------------- | --- | --- | --- | --- | --- | -------------------------------- |
| 1996 | Let Me Clear My Throat | — | — | — | — | US161 (5 Wo.)US | Erstveröffentlichung: April 1996 |

Weitere Alben
- 1990: The Music Ain't Loud Enuff
- 1994: 20 Minute Workout

### Singles
| Jahr | Titel Album                                          | Höchstplatzierung, Gesamtwochen, AuszeichnungChartplatzierungen (Jahr, Titel, Album, Platzierungen, Wochen, Auszeichnungen, Anmerkungen) | Höchstplatzierung, Gesamtwochen, AuszeichnungChartplatzierungen (Jahr, Titel, Album, Platzierungen, Wochen, Auszeichnungen, Anmerkungen) | Höchstplatzierung, Gesamtwochen, AuszeichnungChartplatzierungen (Jahr, Titel, Album, Platzierungen, Wochen, Auszeichnungen, Anmerkungen) | Höchstplatzierung, Gesamtwochen, AuszeichnungChartplatzierungen (Jahr, Titel, Album, Platzierungen, Wochen, Auszeichnungen, Anmerkungen) | Höchstplatzierung, Gesamtwochen, AuszeichnungChartplatzierungen (Jahr, Titel, Album, Platzierungen, Wochen, Auszeichnungen, Anmerkungen) | Anmerkungen                                                               |
| Jahr | Titel Album                                          | DE | AT | CH | UK | US | Anmerkungen                                                               |
| ---- | ---------------------------------------------------- | --- | --- | --- | --- | --- | ------------------------------------------------------------------------- |
| 1996 | Let Me Clear My Throat                               | — | — | — | UK8 (8 Wo.)UK | US30 Platin · (20 Wo.)US | Erstveröffentlichung: April 1996                                          |
| 1998 | Here We Go Now –                                     | — | — | — | UK97 (1 Wo.)UK | — | Erstveröffentlichung: März 1998 mit Crooklyn Clan                         |
| 2001 | Let’s Get Dirty (I Can’t Get in da Club) Malpractice | — | — | — | — | US97 (2 Wo.)US | Erstveröffentlichung: Mai 2001 mit Redman                                 |
| 2015 | The Horns –                                          | DE60 (3 Wo.)DE | AT68 (1 Wo.)AT | — | — | — | Erstveröffentlichung: November 2015 mit DJ Katch, Greg Nice & Deborah Lee |

Weitere Singles
- 1990: Reggae Dance
- 1991: I Can Make You Dance
- 1992: 20 Minute Workout
- 1993: For the Brothers in the Ghetto
- 1994: Bass ’N The Truck
- 1996: Funky Like a Monkey
- 1997: I Got Dat Feelin’
- 2000: It Takes Two